# Brno-sever
Brno-sever je městská část na severu statutárního města Brna. Je tvořena několika čtvrtěmi a katastrálními územími, konkrétně Husovicemi, Lesnou a Soběšicemi a částmi Černých Polí a Zábrdovic. Celková katastrální výměra činí 12,24 km². Samosprávná městská část vznikla 24. listopadu 1990, její úřad sídlí v Zábrdovicích. Žije zde přes 47 000 obyvatel.
Pro účely senátních voleb je území městské části Brno-sever zařazeno do volebního obvodu číslo 60.

## Charakteristika
Městská část Brno-sever se rozkládá na okraji brněnské kotliny, z její níže položené části území stoupá přes terasu Lesné k zalesněným náhorním planinám v katastru Soběšic. Městská část má velice nesourodou strukturu a v důsledku svého vymezení i dost atypický tvar připomínající přesýpací hodiny. S výjimkou Soběšic, které mají charakter velké vesnice obklopené lesem, má zbytek městské části výrazně městský charakter s rozličnými typy zástavby (velkoměstské činžovní bloky, řadové rodinné domy, vilová zástavba, panelové sídliště). Úřad městské části se nachází na samém jižním okraji území, v katastrálním území Zábrdovice. 
Na území Brna-sever se nachází například budovy Mendelovy univerzity, Krajský živnostenský úřad, Muzeum romské kultury, dětská nemocnice, Taneční divadlo MIMI FORTUNAE, soběšický klášter klarisek nebo vila Tugendhat, jediná brněnská památka UNESCO. Dále je zde několik parků, například Schreberovy zahrádky (bývalý zábrdovický hřbitov) nebo park Marie Restituty (bývalý husovický hřbitov).
Na území městské části se nachází tři kostely, z nichž nejstarší je husovický secesní kostel Nejsvětějšího srdce Páně z počátku 20. století. Další jsou soběšický kostel Neposkvrněného početí Panny Marie při klášteře klarisek z 90. let a kostel blahoslavené Marie Restituty na Lesné dokončený roku 2020. Jediný provozovaný hřbitov na území Brna-sever je lesní hřbitov Soběšice.

## Doprava
Územím městské části prochází řada frekventovaných dopravních tepen, zejména část trasy brněnského Velkého městského okruhu (VMO), jež zde prochází ulicí Provazníkovou, Husovickým tunelem a dále ulicí Porgesovou. K dalším zdejším dopravně frekventovaným ulicím patří například Cejl, Dukelská třída, Merhautova, Okružní, Seifertova, třída Generála Píky a Vranovská. 
Veřejnou dopravu mezi jednotlivými čtvrtěmi městské části a zbytkem Brna zajišťuje v rámci Integrovaného dopravního systému Jihomoravského kraje Dopravní podnik města Brna. Významné jsou zejména tramvajové linky 3, 4, 5, 7 a 9 (okrajově též 2), trolejbusové linky 25 a 26 a autobusové linky 43 (do Soběšic), 44, 46 (Černá Pole–Lesná), 57 (Husovice–Lesná–Soběšice) a 84. Noční doprava je zajištěna autobusovými linkami 92, 93 (Černá Pole, Lesná, Soběšice), 94 (Husovice) a okrajově 97 a 99 (Cejl). V Husovicích se též nachází jedna ze tří brněnských trolejbusových vozoven. 
Brno-sever má také železniční zastávku Brno-Lesná na trati Brno–Tišnov (vlaková linka S3).

## Historie

### Urbanistický vývoj
Nejstaršími částmi Brna-severu jsou někdejší vesnice Husovice, Soběšice a Zábrdovice, jejichž zástavba vznikala již od středověku. Předměstská vilová a bytová zástavba Černých Polí vznikala až během 19. a 20. století, stejně jako „nové Husovice“ okolo náměstí Republiky. V meziválečném období zde vyrostly také dělnické čtvrti, a to jak plánovité (např. dvojdomy na ul. Míčkově podle projektu B. Fuchse), tak nouzové (Divišova čtvrť, Písečník). Důležitou změnou byla počátkem 50. let výstavba nové „Tišnovky“ a následné zrušení původní trati, která oddělovala Husovice od Zábrdovic a Černých Polí. 
Celkově nejmladší čtvrtí Brna-sever je Lesná, jejíž panelová zástavba vznikala v 60.–70. letech 20. století. V přibližně stejné době (60.–80. léta) vyrostly i panelové domy v Černých Polích. V ostatních čtvrtích moderní městské části se panelová sídliště neobjevila. Výrazným urbanistickým zásahem byl v 80. letech průraz brněnského velkého městského okruhu skrz původní husovickou náves (Tomkovo náměstí). V letech 1996–1998 byl jako součást okruhu na území městské části vybudován Husovický tunel, díky němuž došlo k odlehčení dopravy v Černých Polích na Provazníkově a Merhautově. V návaznosti na tento tunel probíhá od roku 2021 velká přestavba křižovatky na Tomkově náměstí na mimoúrovňovou, v souvislosti s tím byly zlikvidovány některé další zbytky staré zástavby.

### Administrativní vývoj
Z historického hlediska zahrnuje území moderní městské části Brno-sever celé katastry bývalého města Husovice a bývalé obce Soběšice, části původních katastrů Králova Pole, Zábrdovic, Dolního a Horního Cejlu, Obřan a nepatrnou část původního katastru Velké Nové Ulice a Červené. Na tato katastrální území se území moderní městské části Brno-sever členilo až do druhé katastrální reformy ze druhé poloviny 60. let 20. století, přičemž během historie došlo k několika úpravám hranic těchto celků.
K Brnu bylo území městské části Brno-sever připojeno postupně v několika fázích: 6. července 1850 byly připojeny Dolní a Horní Cejl, Velká Nová Ulice a Zábrdovice; 23. října 1912 některé pozemky původně patřící ke Královu Poli; 16. dubna 1919 pak byly připojeny Husovice, Obřany a zbytek území Králova Pole; 26. listopadu 1971 byly k Brnu jako poslední připojeny Soběšice. 
Moderní městská část Brno-sever vznikla 24. listopadu 1990 na většině území dosavadního městského obvodu Brno III, od něhož se při jeho zrušení oddělilo několik čtvrtí, jejichž obyvatelé vyjádřili po sametové revoluci nespokojenost s dosavadní příslušností k tomuto obvodu a jeho fungováním (například Maloměřice a Obřany, které vytvořily vlastní městskou část). K 1. květnu 1998 pak byla městská část Brno-sever na základě dohody se sousední městskou částí Brno-střed dodatečně rozšířena připojením části katastrálního území Zábrdovice.
Nesourodost a nekompaktnost městské části (v brněnském kontextu mimořádná) občas vedla k tendencím k odtržení nějaké čtvrti (např. roku 2014 na Lesné), tyto názory ale zatím nikdy nezískaly dostatečnou podporu.

## Obyvatelstvo
| Rok  | Počet obyvatel |
| ---- | -------------- |
| 1869 | 2 591          |
| 1880 | 4 050          |
| 1890 | 7 568          |
| 1900 | 9 497          |
| 1910 | 12 010         |
| 1921 | 12 008         |
| 1930 | 15 775         |
| 1950 | 18 590         |
| 1961 | 63 261         |
| 1970 | 64 251         |
| 1980 | 56 819         |
| 1991 | 46 808         |
| 2001 | 45 908         |
| 2011 | 47 643         |
| 2021 | 48 382         |

## Seznam ulic

### k. ú. Černá Pole
Alešova, Antala Staška, Antonína Slavíka, Bendlova, Bieblova, Černopolní, Demlova, Drobného (sudá), Durďákova, Erbenova, Fišova, Fügnerova, třída Generála Píky, Hansmannova, Helfertova, Hoblíkova, Janouškova, Jugoslávská, Kladivova, Klecandova, Kotěrova, Krkoškova, Kunzova, Lužova, Martinkova, Maškova, Mathonova, Merhautova, Muchova, Novotného, Pflegrova, Porgesova (část), Pospíšilova, Provazníkova (část), Ryšánkova, Schodová, Sládkova, náměstí SNP, Sýpka, Ševcova, Těsnohlídkova, Tišnovská, Tomanova, Traubova (sudá), Trávníky, Venhudova (část), Volejníkova, Zátiší, Zdráhalova, Zemědělská, Žampachova

### k. ú. Husovice
Buchtova, Cacovická, Dačického, Dukelská třída, Elgartova, Gargulákova, Hálkova, Horymírova, Hořejší, Husovický most, Husovická, Jilemnického, Kaloudova, Klidná, Kohoutova, Lieberzeitova, Lozíbky, Maloměřický most, Míčkova, Mostecká, bří Mrštíků, Musilova, Netušilova, Nouzová, Nováčkova, Písečník, Provazníkova (část), náměstí Republiky, Rotalova, Rovinka, Sekaninova, Skryjova, Slezákova, Soběšická (část), Svitavská, Svitavské nábřeží, Tomkovo náměstí, Třebízského, Valchařská, Venhudova (část), Vranovská (část)

### k. ú. Lesná
Arbesova, Barvy, Blažkova, Brechtova, Brožíkova, Dusíkova, Fillova, Halasovo náměstí, Haškova, Heleny Malířové, Holubova, Ibsenova, Ježkova, Jurkovičova, Kupkova, Loosova, Majdalenky, Marie Majerové, Milénova, Nejedlého, Nezvalova, Okružní, Seifertova, Slavíčkova, Soběšická (část), Studená, Šalounova, Španielova, Šrámkova, Tomečkova, Třískalova, Vaculíkova, Vyhlídka

#### Divišova čtvrť
Čekanková, Divišova, Dřínová, Hlohová, Hvozdíková, Kalinová, Kosatcová, Liliová, Narcisová, Trtílkova, Zvonková

### k. ú. Soběšice
Borová, Dohnalova, Drápelova, Habrová, Jetelová, Klarisky, Kobylín, Klokočí, Loučná, Malinová, Melatín, Mokrohorská, Na klínku, Na kovárně, Na rychtě, Pod kaplí, Rozárka, Růženec, Rygle, Síčka, Soběslavova, Školní, Štěpánkova, U Dubu, Útěchovská, Výzkumní, Weissova, Zdislavina, Zeiberlichova, Zkratka

### k. ú. Zábrdovice
Auerswaldova, Bratislavská (část), Cejl (část), Černopolní (část), Francouzská (část), Hvězdová (sudá), Jana Svobody, Jugoslávská (část), Merhautova (část), Přadlácká, Soudní (sudá), Spolková, Sýpka (část), Tkalcovská (část), Trávníčkova, Vranovská (část), Zubatého